# 近藤清信
近藤 清信（こんどう きよのぶ、生没年不詳）とは、江戸時代の浮世絵師。

## 来歴
師系不詳だが近藤清春の子ともいわれる。筆海堂と号す。作画期は享保の頃とされ、作品に墨摺絵筆彩の「唐人行烈之絵図」や「唐人三使之行烈」が伝わる。